# Franco Miranda
Franco Miranda (Comodoro Rivadavia, 13 maggio 1985) è un ex calciatore argentino, di ruolo difensore.